# 勿来発電所
勿来発電所（なこそはつでんしょ）は福島県いわき市佐糠町大島20にある常磐共同火力の石炭・石油火力発電所。同じ敷地内に勿来IGCCパワーの勿来IGCC発電所が所在する。

## 概要
常磐炭田の低品位炭の活用を目的に東北電力と東京電力(後に分社化・事業移管に伴い東京電力フュエル&パワーを経てJERAに持ち株を移管)および炭鉱会社の出資により常磐共同火力株式会社が設立され、1957年に1、2号機が運転を開始、7号機まで順次建設された。1983年には8、9号機を増設し、老朽化した1～5号機は1987年までに順次廃止、6号機は2015年11月20日に廃止された。
燃料は石炭（現在は海外炭）と重油のほか、7～9号機では下水汚泥を原料とした炭化燃料の試用を2007年から開始、1%程度混焼している。2011年3月からは木材を原料とした木質バイオマス燃料（木質ペレット）の使用も開始した。
1～5号機の跡地に株式会社クリーンコールパワー研究所（当時）により石炭ガス化複合発電(IGCC)の実証機が建設され、2007年9月から2013年3月まで運転試験が行われた後2013年4月から10号機として商用運転を開始、同研究所は常磐共同火力に吸収合併された。その後、2020年4月には計画停止され、2020年11月16日付で廃止された。
2014年5月15日、東京電力と常磐共同火力は、福島復興大型石炭ガス化複合発電設備実証計画として、当発電所構内及び隣接地に世界最新鋭の大型石炭ガス化複合発電(IGCC)設備を共同で建設する計画を発表、2016年10月20日には同計画を勿来IGCCパワー合同会社（三菱商事パワー、三菱重工業、三菱電機、東京電力ホールディングスおよび常磐共同火力の5社が出資）に承継し、同社が建設・運用を行うことを発表した。これにより建設された勿来IGCC発電所は、2021年4月19日に営業運転を開始した。

## 発電設備

### 常磐共同火力所有分
- 総出力：145万kW（2021年4月1日現在）[7]
- 敷地面積：697,000m2

7号機
発電方式：汽力発電方式
定格出力：25万kW
使用燃料：石炭、炭化燃料、木質バイオマス
ボイラー形式：強制循環形
営業運転開始：1970年10月26日
8号機
発電方式：汽力発電方式
定格出力：60万kW
使用燃料：石炭、炭化燃料、木質バイオマス
ボイラー形式：変圧貫流形
営業運転開始：1983年9月9日
9号機
発電方式：汽力発電方式
定格出力：60万kW
使用燃料：石炭、重油、炭化燃料、木質バイオマス
ボイラー形式：変圧貫流形
営業運転開始：1983年12月15日

### 勿来IGCCパワー所有分
- 総出力：52.5万kW（2021年4月19日現在）

勿来IGCC発電所（福島復興大型石炭ガス化複合発電設備実証計画（勿来））
発電方式：空気吹き石炭ガス化複合発電方式(IGCC)
定格出力：52.5万kW
　ガスタービン 1400℃級 × 1軸
　蒸気タービン × 1軸
使用燃料：石炭
ガス化炉：乾式給炭酸素富化空気吹き二段噴流床⽅式
ガス精製：湿式化学吸収法および湿式石灰石・石膏法併用
SOx排出濃度：19ppm
NOx排出濃度：6ppm
煤塵排出濃度：5mg/m3N
熱効率：約48%（低位発熱量基準）
営業運転開始：2021年4月19日

## 廃止された発電設備
- 発電方式：1～6号機：汽力発電方式、10号機：1,200℃級石炭ガス化複合発電方式(IGCC)

1号機（廃止）
定格出力：3.5万kW
使用燃料：石炭、重油（当時は石炭専焼）
営業運転期間：1957年11月 - 1983年
2号機（廃止）
定格出力：3.5万kW
使用燃料：石炭、重油（当時は石炭専焼）
営業運転期間：1957年11月 - 1983年
3号機（廃止）
定格出力：7.5万kW
使用燃料：石炭、重油（当時は石炭専焼）
営業運転期間：1960年 - 1987年
4号機（廃止）
定格出力：7.5万kW
使用燃料：石炭、重油（当時は石炭専焼）
営業運転期間：1960年 - 1987年
5号機（廃止）
定格出力：7.5万kW
使用燃料：石炭、重油（当時は石炭専焼）
営業運転期間：1961年 - 1987年
6号機（廃止）
定格出力：17.5万kW
使用燃料：重油（当時は石炭）
ボイラー形式：定圧貫流形
営業運転期間：1966年11月30日 - 2015年11月20日
10号機（廃止）
定格出力：25万kW
　ガスタービン：12.42万kW × 1軸
　蒸気タービン：12.58万kW × 1軸
使用燃料：石炭
ガス化炉：二室二段噴流床方式
熱効率：42.4%（低位発熱量基準）
営業運転期間：2013年4月1日-2020年4月（11月16日廃止）

## 東北地方太平洋沖地震による被害
2011年3月11日に発生した東北地方太平洋沖地震によって長期計画停止中の6号機、定期検査中の8号機、IGCC実証機を含めた全機と、石炭の陸揚げに使用していた小名浜港からの重油導管が被災した。
6月30日に9号機が運転を再開、発電所構内への石炭コンベヤー、港からの送油導管も復旧した。7月17日には8号機、7月28日にはIGCC実証機、12月21日には7号機が運転を再開した。2012年4月21日には長期計画停止中だった6号機も運転を再開、これによりすべての発電設備が運転再開した。
石炭外航船の受け入れに使用していた小名浜港の7号埠頭は大きな被害を受けたが、従来東京電力が広野火力発電所向けに使用していた6号埠頭を交代で使用することで6月17日から受け入れを再開した。